# Château-ferme de Wartet
 (octobre 2023).
Le château-ferme de Wartet (en wallon li cins d'au chestia, « la ferme du château »), situé dans le hameau de Wartet à Marche-les-Dames (province de Namur, Belgique), à l’entrée du lieu-dit Bayet, est un monument classé de style mosan bien qu’une ferme devait déjà s’y trouver dès le XIIIe siècle.

## Composition
La propriété comporte un corps de logis, un portail avec une tour carrée, un corps de ferme centré sur une tour-porche (appelée li chess car elle était empruntée pour se rendre à la chasse) menant à un pont à trois arches, une grange, des écuries, une chapelle castrale (la chapelle Sainte-Apolline) et un ancien cimetière.

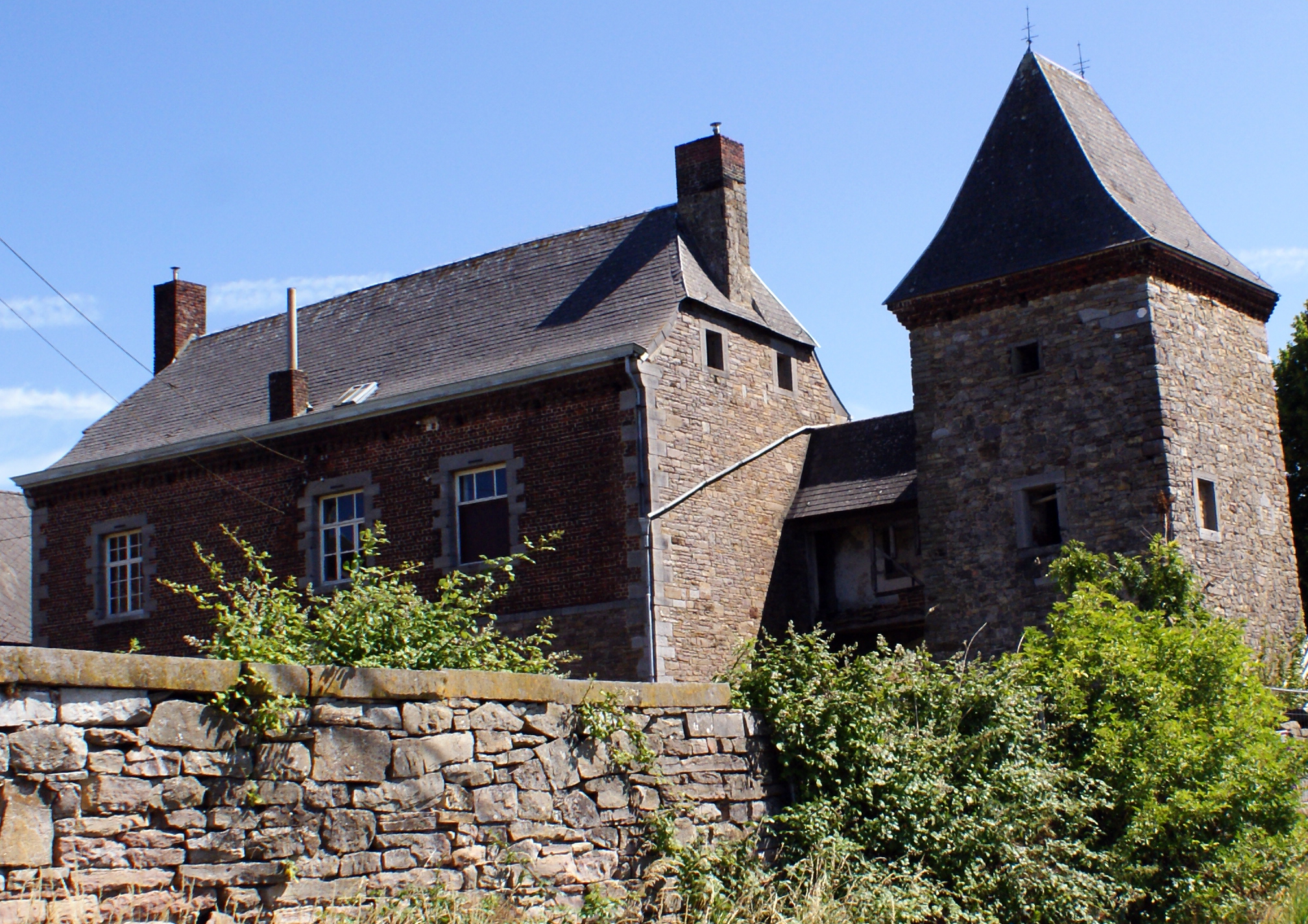
Corps de logis

### Logis du seigneur
À l’origine (au XVe siècle - XVIe siècle), le corps de logis comprenait deux niveaux entièrement en grès. Actuellement, au rez-de-chaussée en grès se superposent deux étages en brique.
La porte centrale est d’esprit baroque et est surmontée d’un oculus ovale inscrit dans un encadrement en pierre. L’arrière du bâtiment présente une latrine en briques. Anciennement, une passerelle reliait le logis directement à la tribune seigneuriale de la chapelle Sainte-Apolline.

### Le «donjon»
Une tour médiévale carrée est située au sud du corps de logis, auquel elle est reliée par le portail d’entrée.

Le système défensif de la ferme était encore renforcé par des tours d’angle circulaires à deux étages, dont seules deux subsistent actuellement (celle de l’angle nord-est des étages et celle au sud du donjon).

### Le corps de ferme
L’aile nord de la ferme remonte à la première moitié du XVIIIe siècle. Elle est centrée sur une tour-porche. L’ouest de la tour-porche comporte une habitation en grès jadis dévolue au fermier alors que de longues étables en grès se prolongent à l’est.

### La grange
Une grosse grange en grès du XIXe siècle borde la cour à l’ouest et s’ouvre sur elle par deux portails. Elle est probablement antérieure au XIXe siècle mais a été remaniée à cette époque.

### La chapelle Sainte-Apolline
La chapelle seigneuriale a été construite en deux temps : la partie ouest date de la première moitié du XVIIe siècle et le chœur a été reconstruit dans la seconde moitié du XVIIe siècle. Le pignon ouest était dominé par un clocheton carré et présentait une ouverture vers un ponton reliant la tribune d’étage au corps de logis du Seigneur.

Elle est actuellement en ruine ; seuls subsistent les murs extérieurs avec de nombreuses dalles funéraires et gisants des Seigneurs de l’endroit (dont celle de Guillaume d’Auxbrebis).

Un cimetière est situé au nord, avec dalles et croix funéraires (XVIIe siècle-XIXe siècle).

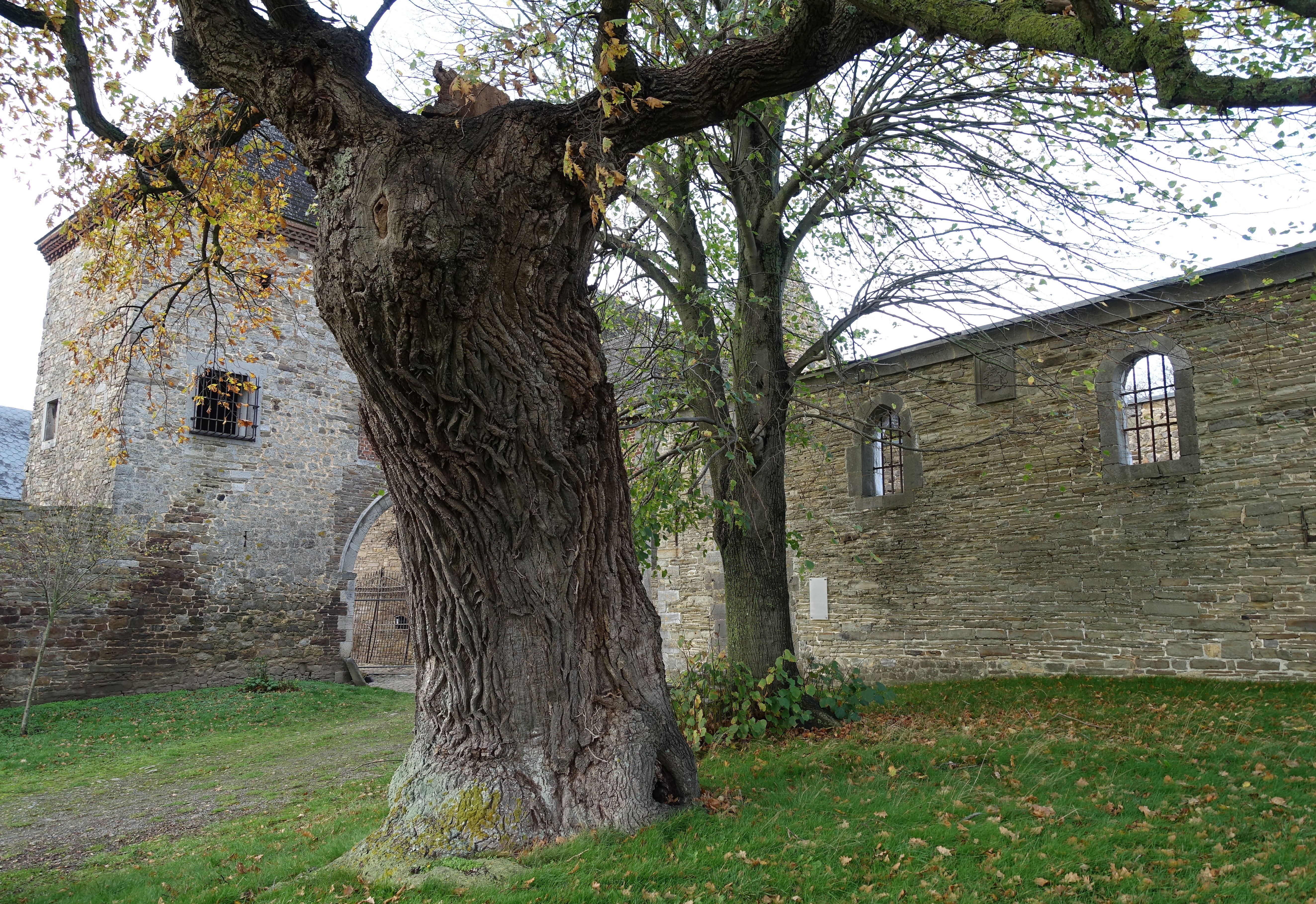
Arbre remarquable devant la chapelle Sainte-Apolline

### Les extérieurs
Le château était initialement entouré d’eau ; une mare située à l’angle nord-est, actuellement remblayée, portait le nom de « li flot saint Roch » (ou « bideau »).

Un grand jardin fortifié prend naissance à l’angle nord-ouest de la ferme, entre la grange et le logis du fermier. Ses angles sont renforcés de tourelles carrées en moellons pour le rez-de-chaussée et en briques pour l’étage. Les murs de clôture s’ouvraient à l’ouest et à l’est par deux portes, actuellement murées.

Les prairies alentour sont pour certaines classées.

Les abords de la ferme comptent également deux « arbres remarquables » de Wallonie, dont un vieux chêne pedonculé près du portail d’entrée, appelé l’« arbre des pendus » car la légende veut que les justiciers des seigneurs y pendaient les bandits.

## Propriétaires successifs
La ferme-château a été successivement la propriété de la famille d'Auxbrebis (XVIIe siècle), de la famille de Pinchart puis de la famille de Mozet de Grunne à partir de la fin du XVIIIe siècle.

## Situation actuelle
En 1982, le château-ferme est classé au titre de monument. Il est utilisé exclusivement pour les activités agricoles par la famille Sohier jusqu’en 2010. Il reste ensuite à l’abandon après son acquisition par la S.A. Dolomies avant d’être mis en vente en 2014.

## Galerie photo

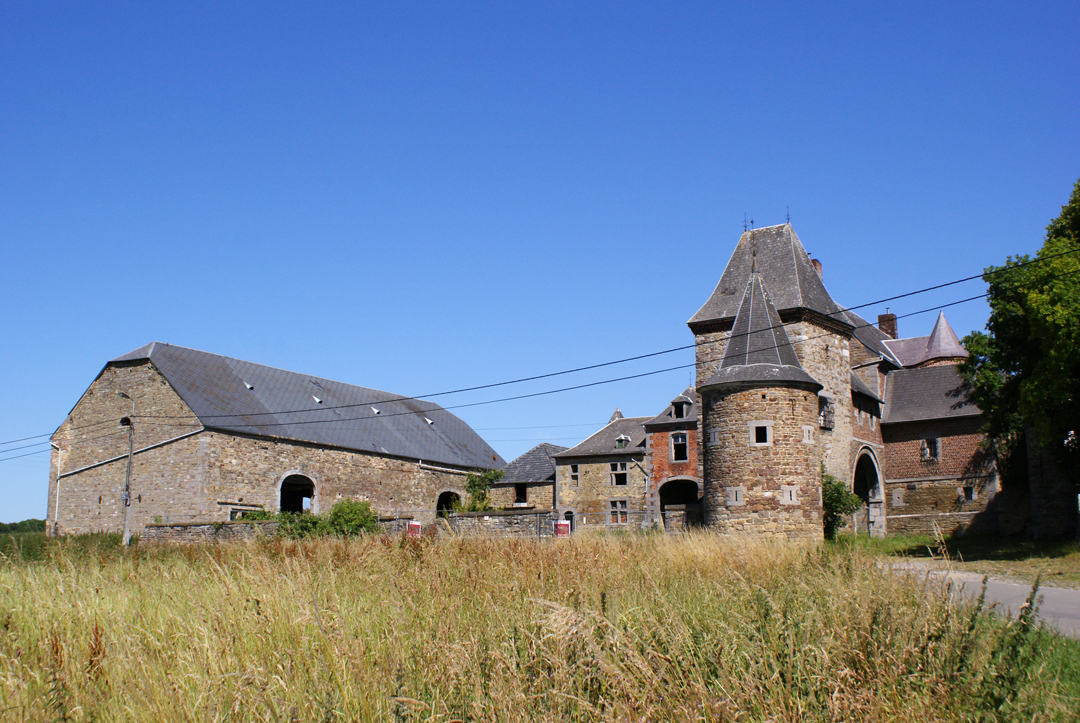
Vue d’ensemble
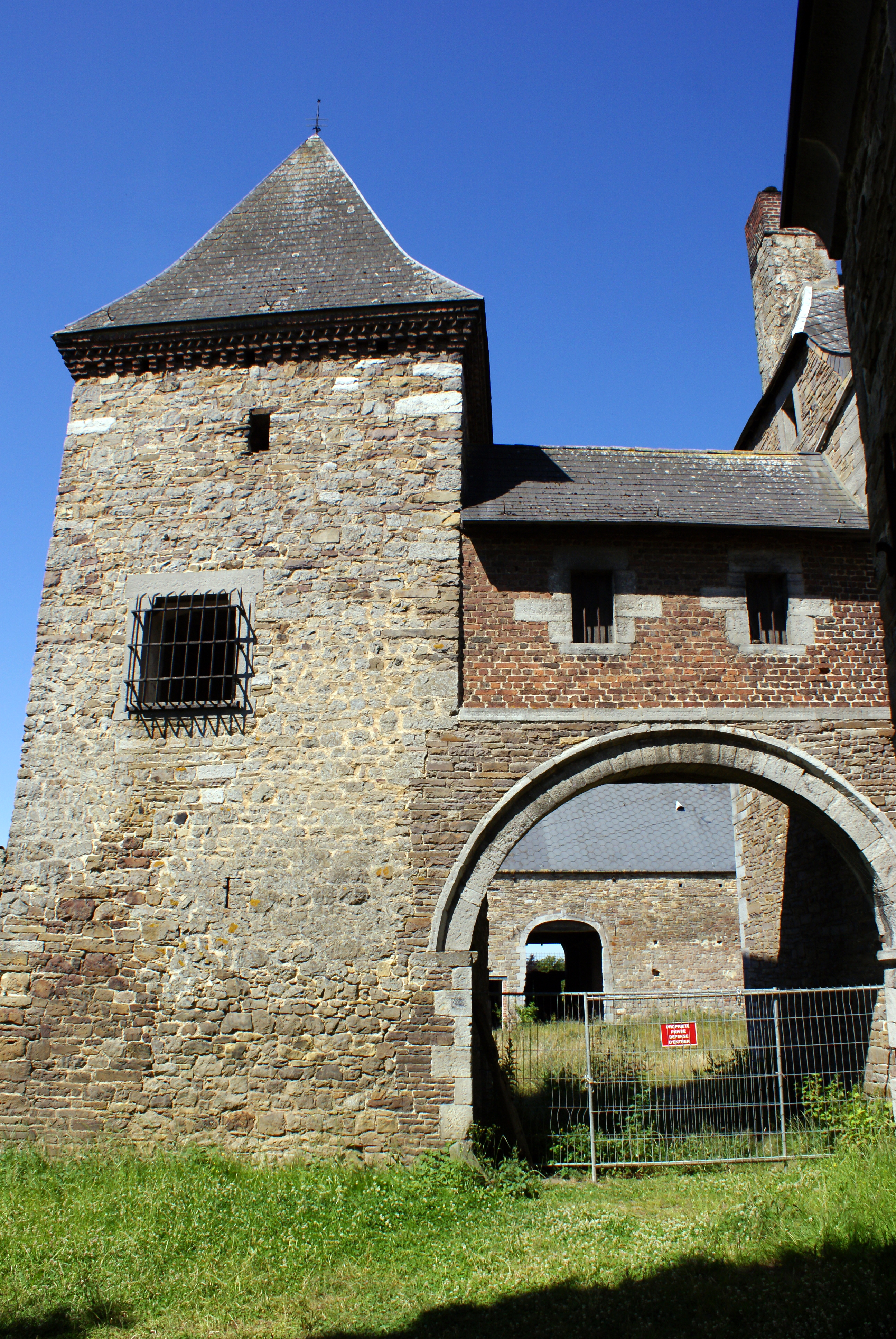
Porche d’entrée
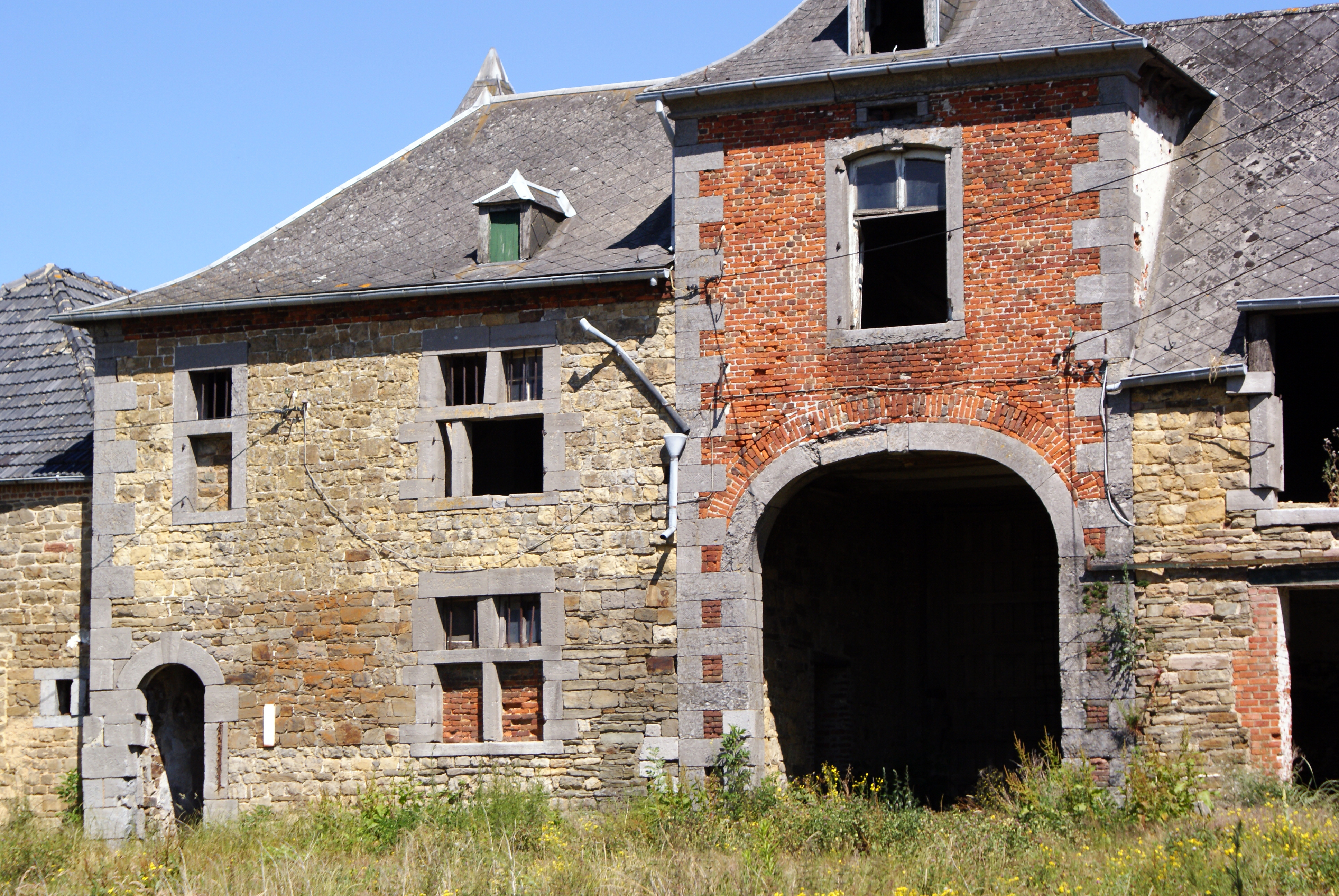
Tour-poche et corps de logis
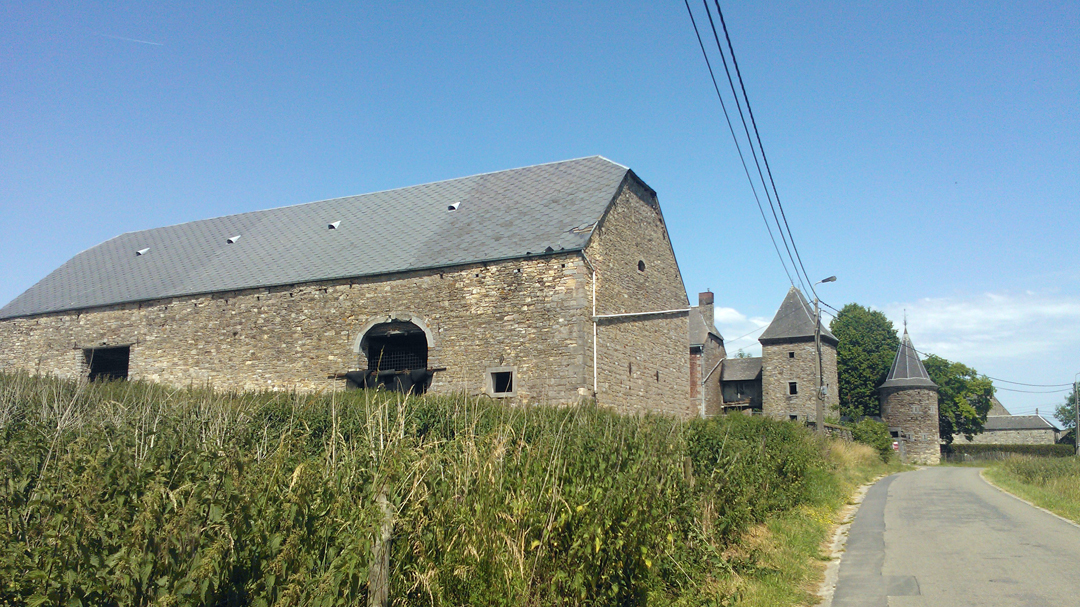
Grange (façade ouest)
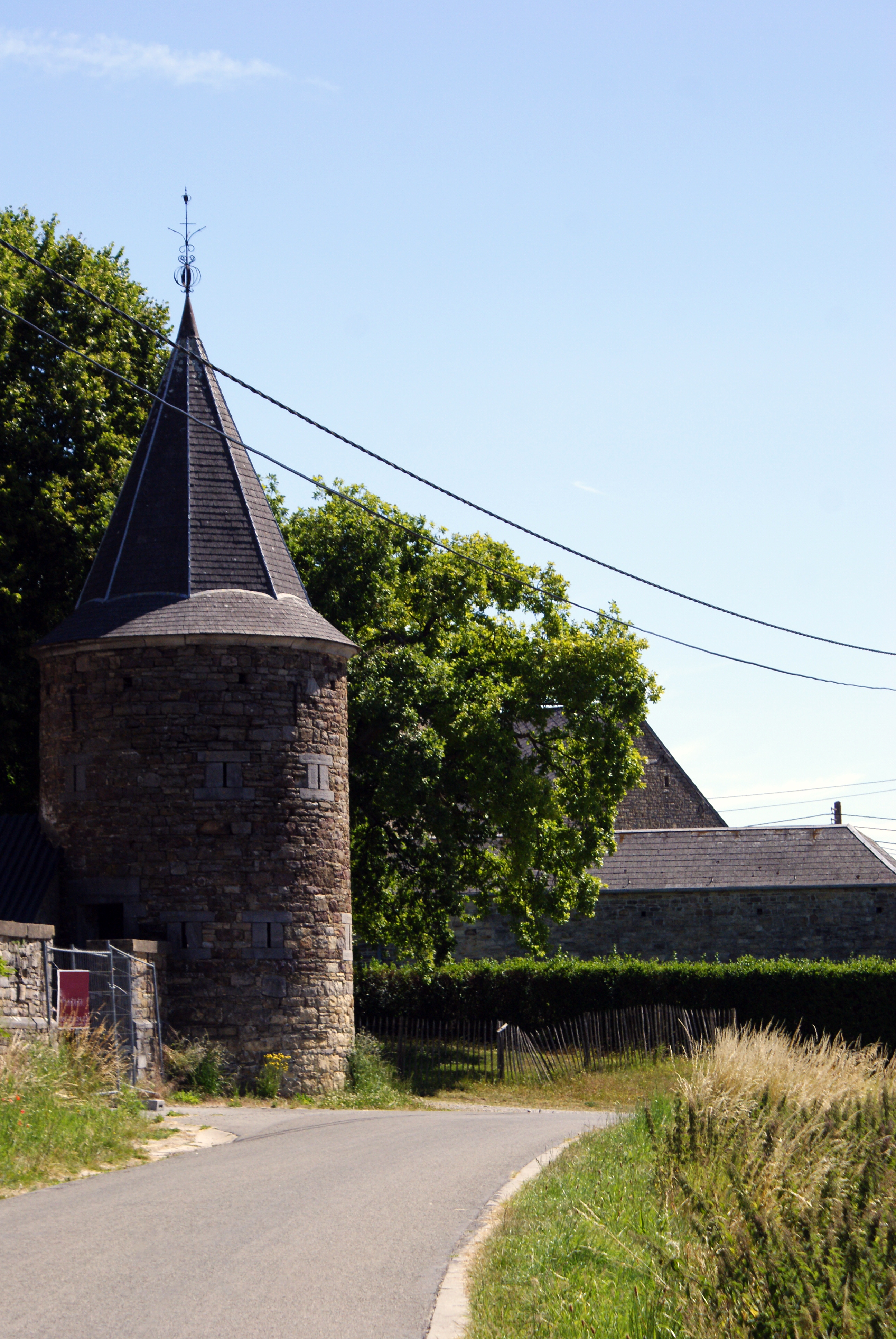
Arrivée à la ferme par la rue de Bayet
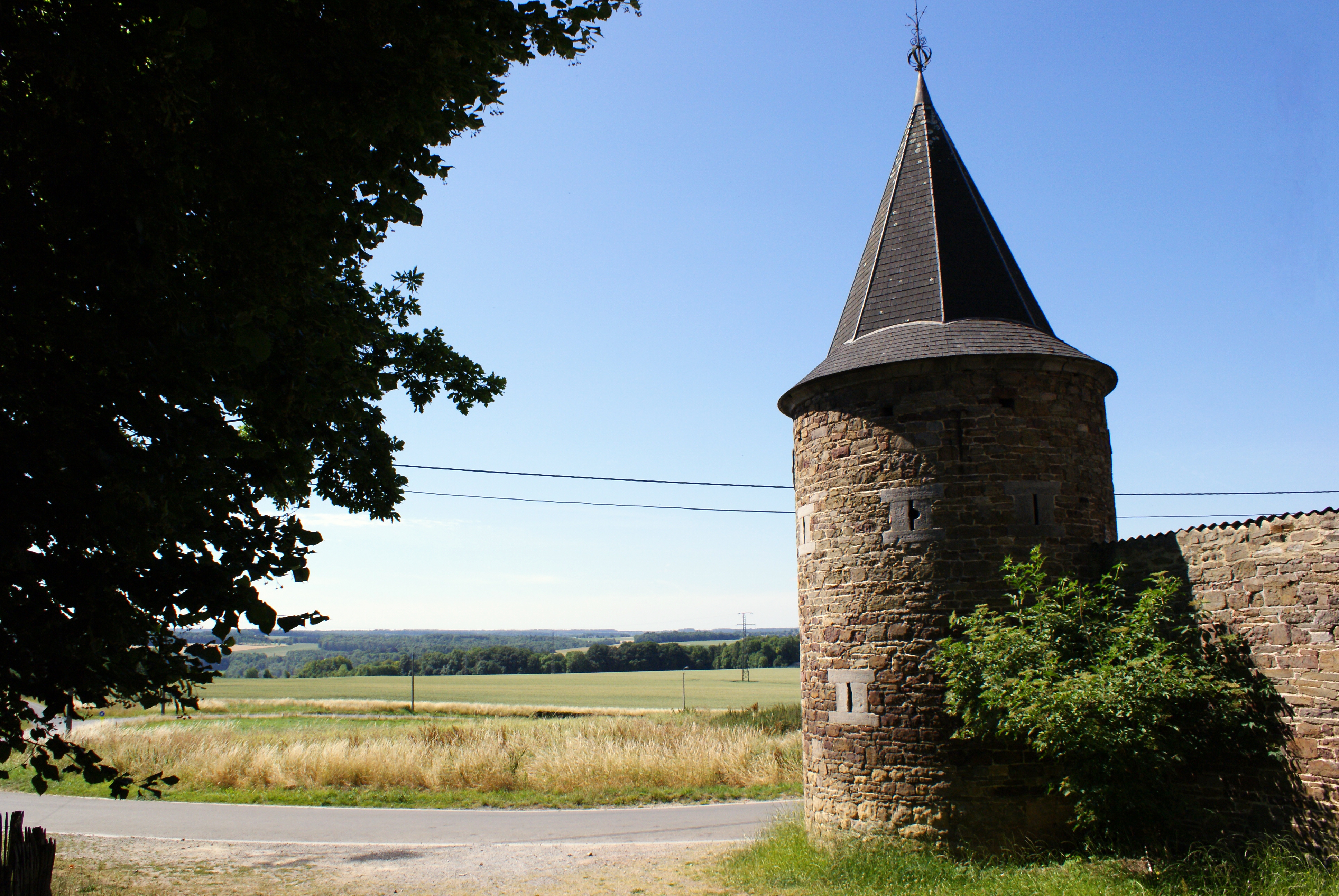
Tourelle de défense (angle sud-est)
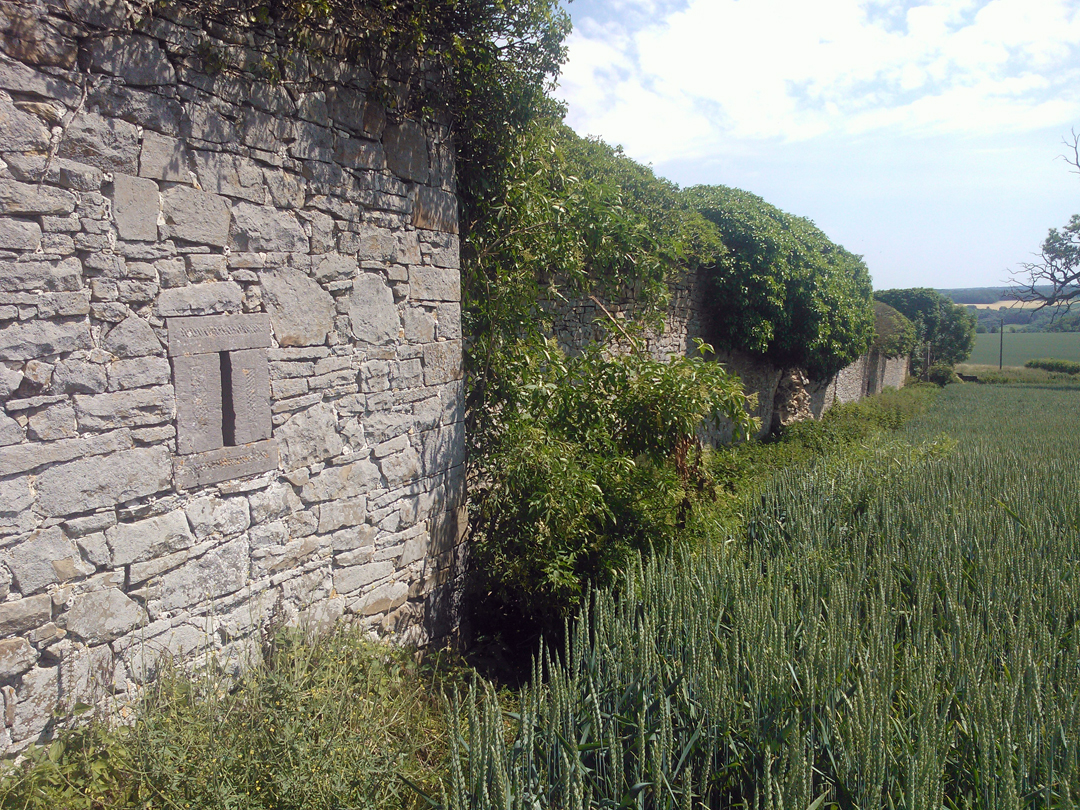
Détail du mur fortifié (façade ouest)
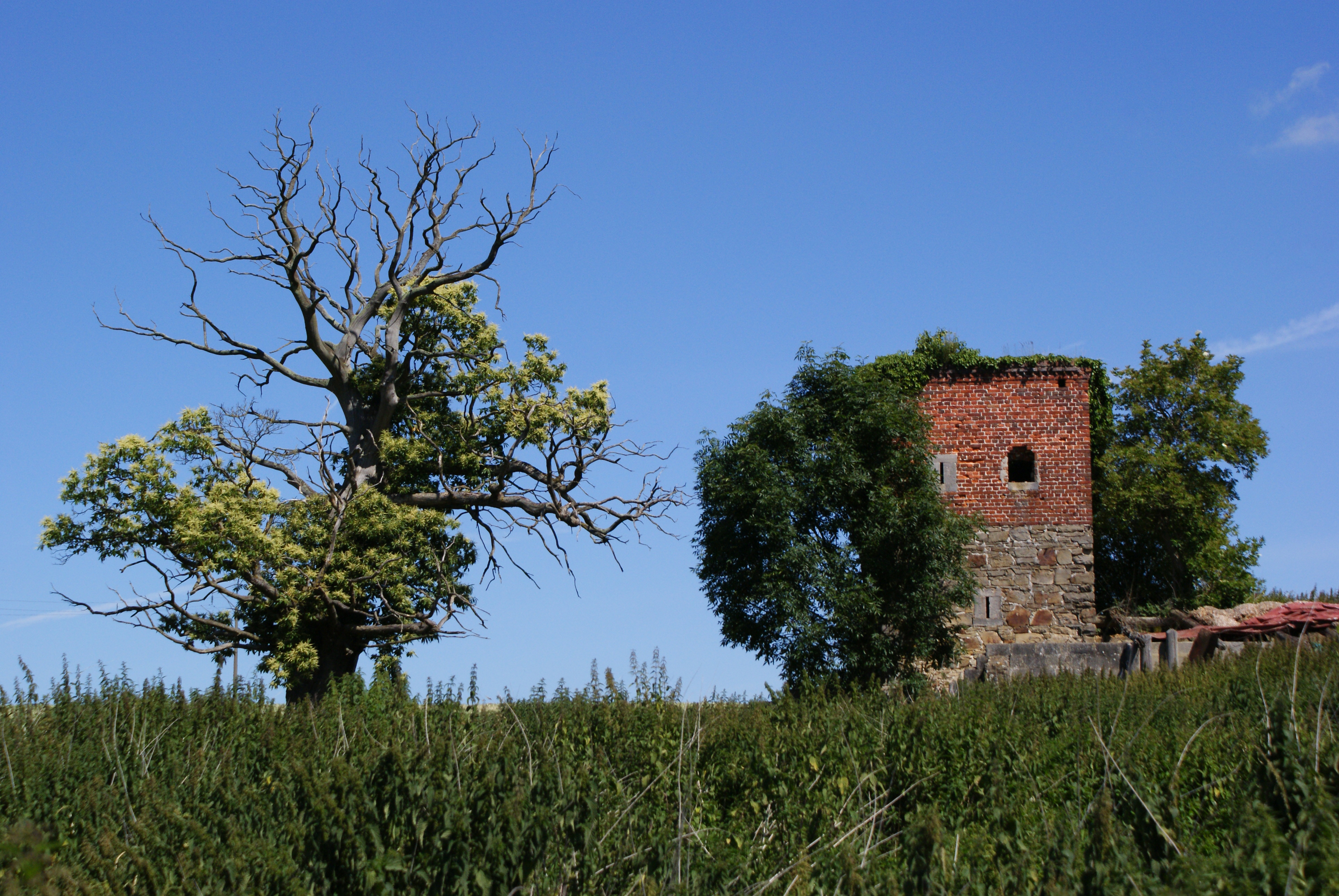
Tourelle du jardin avec un arbre remarquable
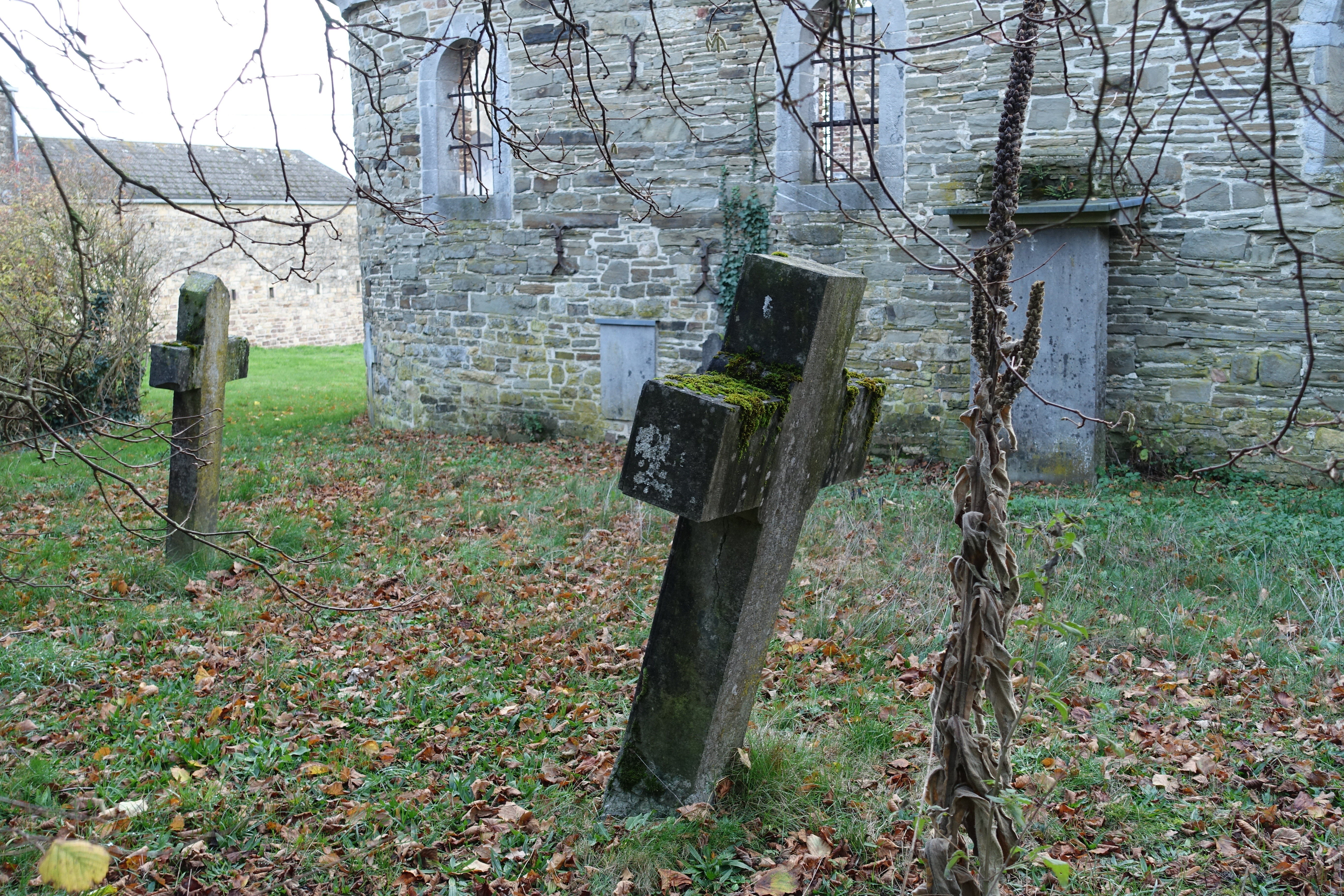
Ancien cimetière derrière la chapelle

Carte postale disponible sur cette page

### Sources
- Fiche technique du site de la Direction générale opérationnelle - Aménagement du territoire, Logement, Patrimoine et Énergie (DGO4)
- Description du château sur le site
- Le château-ferme et la chapelle Sainte Apolline de Wartet
- Cartographie du DGO4
- Plan de la partie classée
- Plan sur Google Earth
- Henry de Pinchart, « Faut-il sauver le château-ferme de Wartez et sa chapelle seigneuriale », Le Parchemin : Bulletin bimestriel de l'Office généalogique et héraldique de Belgique, vol. 15e série, no 134,‎ mars-avril 1968, p. 85-89 (lire en ligne)
- sous la direction de, Le patrimoine monumental de la Belgique. Wallonie : Namur / arrondissement de Namur A-M, vol. 5, t. 1 : Namur, Liège, Pierre Mardaga, 1998, 464 p. (ISBN 978-2-87009-677-2, lire en ligne), pp. 411-415
- Château-ferme de Wartet sur le site du jumelage entre Marche-les-Dames et Pontailler-sur-Saône
- Ernest Tonet (ill. Jean Fivet), Le château-ferme de Wartet, Cercle Pays de Namur, Institut Saint Louis (lire en ligne)
- Institut du Patrimoine wallon, « La chapelle Sainte-Apolline restaurée », Namur magazine,‎ mars 2004, p. 35 (lire en ligne)